# Lost Boyz Army
Lost Boyz Army war eine deutsche Oi!- und Streetpunk-Band aus dem Ruhrgebiet.

## Bandgeschichte
Lost Boyz Army wurde von Peter Niemann nach seinem Ausstieg aus der Band Verlorene Jungs gegründet. Der Name leitet sich von Lost Boiz Army, dem offiziellen Fanclub seiner früheren Band ab. Mit einem neuen Line-up begann man Musik im Stil der Verlorenen Jungs aufzunehmen. Der erste Titel erschien auf Sunny Bastards Labelsampler Sun of a Bastard 2. Es folgte Hey Punk für den Slime-Tributsampler Alle gegen Alle – A Tribute to Slime. Der erste Auftritt fand 2009 auf dem Festival Pogo in den Mai in Dinslaken statt.
2010 erschien das Debütalbum VMK Negativ auf Sunny Bastards und UK Records. Das zweite Album Unvergleichlich folgte im Dezember 2011 auf dem Label KlangApartment. Die Band unterstützt die Initiative Laut gegen Missbrauch.
Im November 2015 musste Sänger Zoni die Band aus gesundheitlichen Gründen verlassen. Er wurde im Februar 2016 durch Melanie Heykes (ehemals Melanie & The Secret Army) ersetzt. Im Januar 2017 verließ Sven (Gitarre und Gesang) die Band. Kurz darauf löste die Band sich auf.

## Diskografie
- 2010: VMK Negativ (Sunny Bastards/UK Records)
- 2011: Unvergleichlich (KlangApartment)
- 2014: ...denn das Leben wartet nicht (KB-Records)
- 2016: Dreh es auf EP (DIY)